# Масилон (Охајо)
Масилон (енгл. Massillon) град је у америчкој савезној држави Охајо.

## Демографија
По попису из 2010. године број становника је 32.149, што је 824 (2,6%) становника више него 2000. године.
| Група             | 2000.          | 2010.          |
| Белци             | 27.422 (87,5%) | 27.678 (86,1%) |
| Афроамериканци    | 2.942 (9,4%)   | 2.822 (8,8%)   |
| Азијати           | 79 (0,3%)      | 128 (0,4%)     |
| Хиспаноамериканци | 301 (1,0%)     | 651 (2,0%)     |
| Укупно            | 31.325         | 32.149         |